# Selina Ostermeier
Selina Marie Ostermeier (* 15. Januar 1999 in Rosenheim) ist eine deutsche Fußballspielerin.

## Karriere

### Vereine
Ostermeier spielte in der Jugend für die B-Juniorinnen des FC Bayern München. Mit der Mannschaft wurde sie 2014 Deutscher Meister. In den entscheidenden Endrundenspielen kam Ostermeier jedoch nicht zum Einsatz. 2015 nahm sie mit der Bayern-Auswahl an dem in Duisburg ausgetragenen U-18-Länderpokal teil, bei dem ihre Mannschaft Neunte wurde.
Zur Saison 2016/17 wechselte sie zur zweiten Mannschaft des 1. FFC Frankfurt. Ihr Debüt in der Frauen-Bundesliga gab sie am 19. Februar 2017, als sie beim 2:0-Auswärtssieg gegen Borussia Mönchengladbach über die volle Spielzeit auf dem Platz stand. In zwei weiteren Spielen kam sie als Einwechselspielerin für die erste Mannschaft im DFB-Pokal zum Einsatz. Zur Saison 2020/21 wechselte Ostermeier zum Ligakonkurrenten SGS Essen. Nach zwei Jahren als Stammspielerin bei Essen wechselte Ostermeier zur Saison 2022/23 zu Bayer 04 Leverkusen.

## Erfolge
- Deutscher B-Juniorinnen-Meister 2014